# Viane (België)

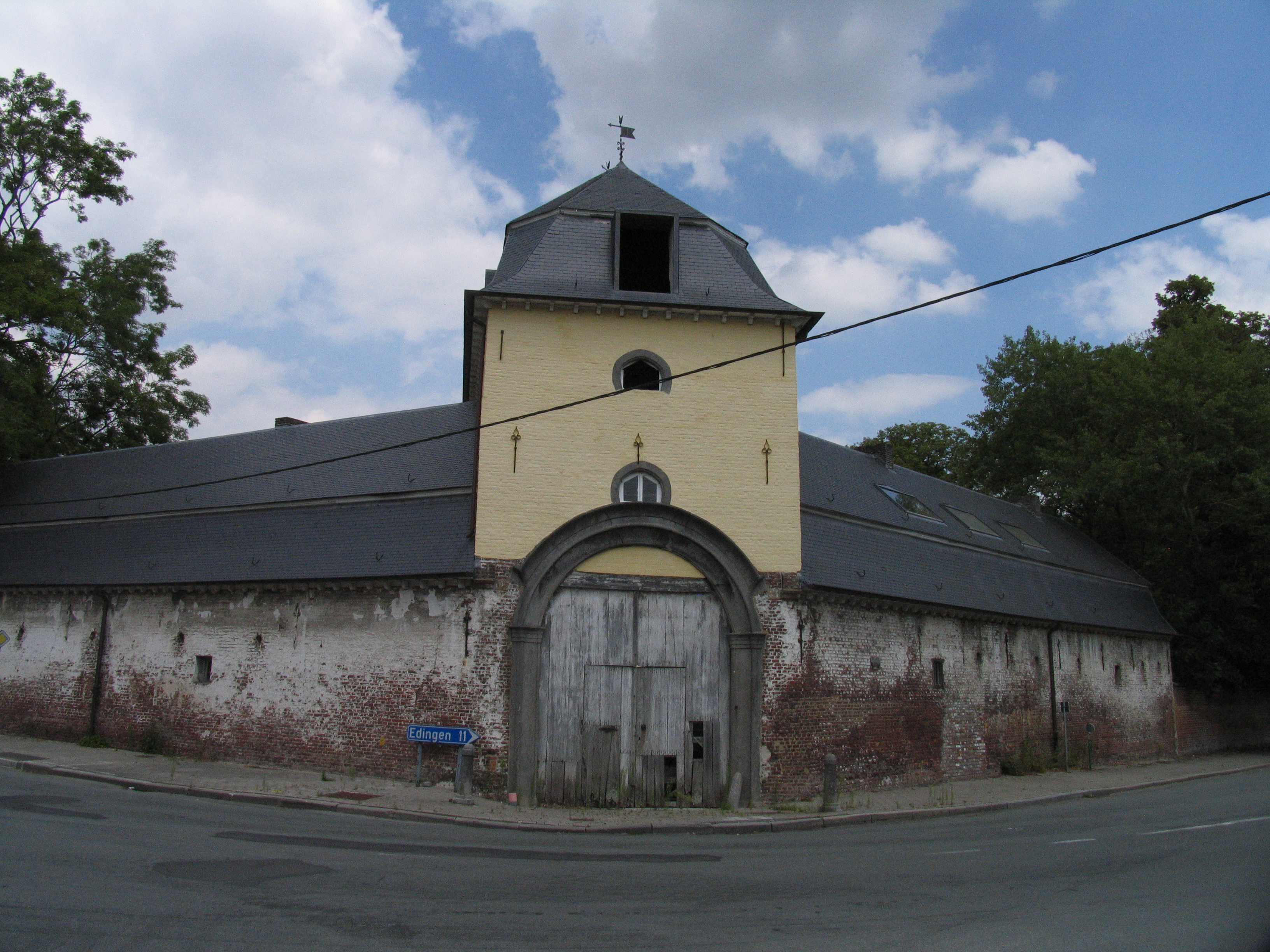
kasteel van Blondel de Beauregard

Viane is een dorp in de Belgische provincie Oost-Vlaanderen en een deelgemeente van de stad Geraardsbergen, het was een zelfstandige gemeente tot aan de gemeentelijke herindeling van 1977. Viane ligt in het zuidoosten van de provincie in de Denderstreek, tegen de grens met Vlaams-Brabant en Henegouwen. Het landelijk dorp wordt van de rest van Geraardsbergen gescheiden door het riviertje de Mark. Jaarlijks wordt de wielerwedstrijd GP Paul Borremans georganiseerd in Viane.

## Bezienswaardigheden
- De Sint-Amanduskerk, een neogotische hallenkerk uit 1843.
- Het Kasteel van Blondel de Beauregard en zijn omgeving zijn beschermd als monument en landschap.
- De Molen Mertens

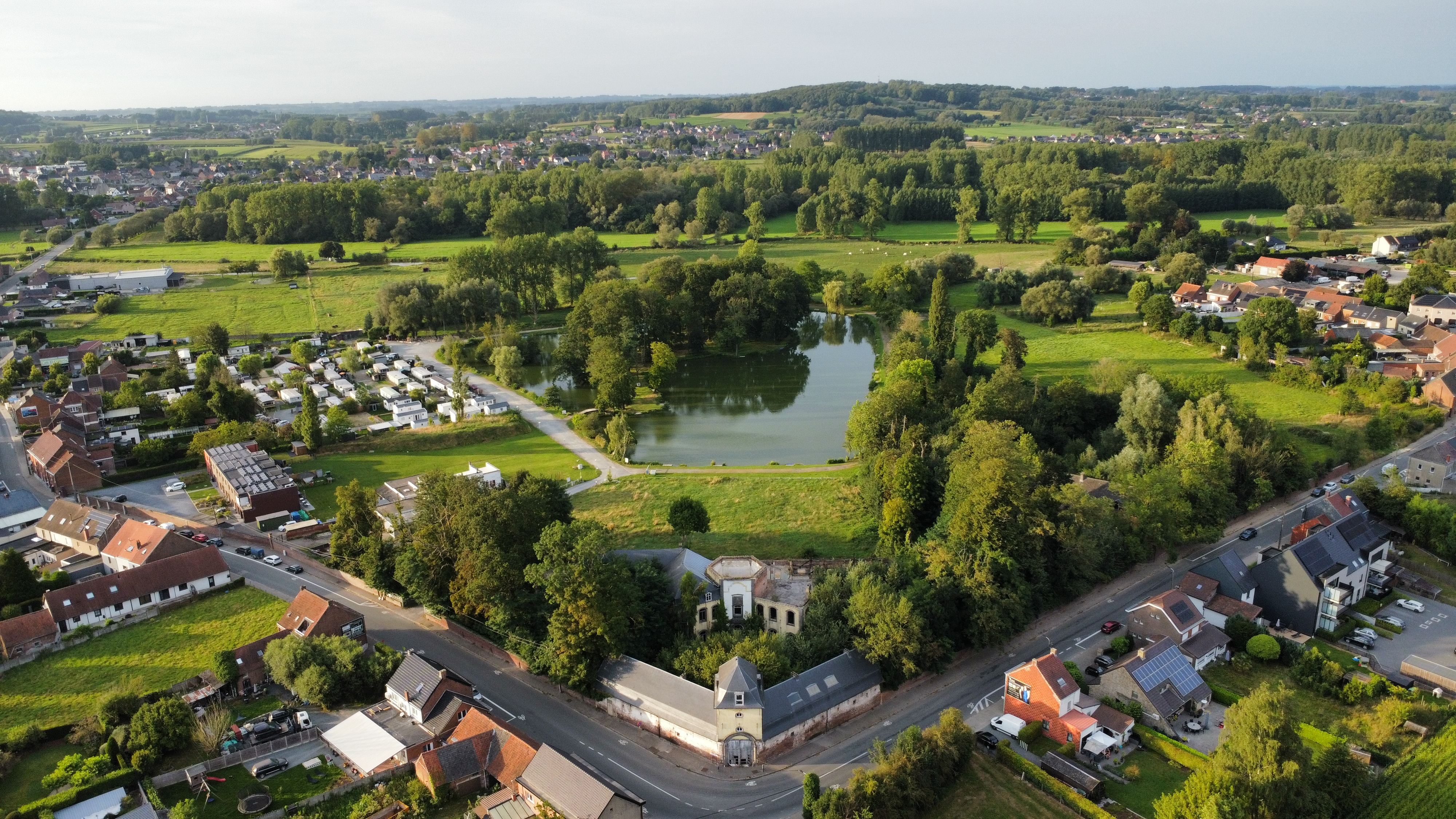
Het kasteel van Viane vanuit de lucht gezien anno 2024.
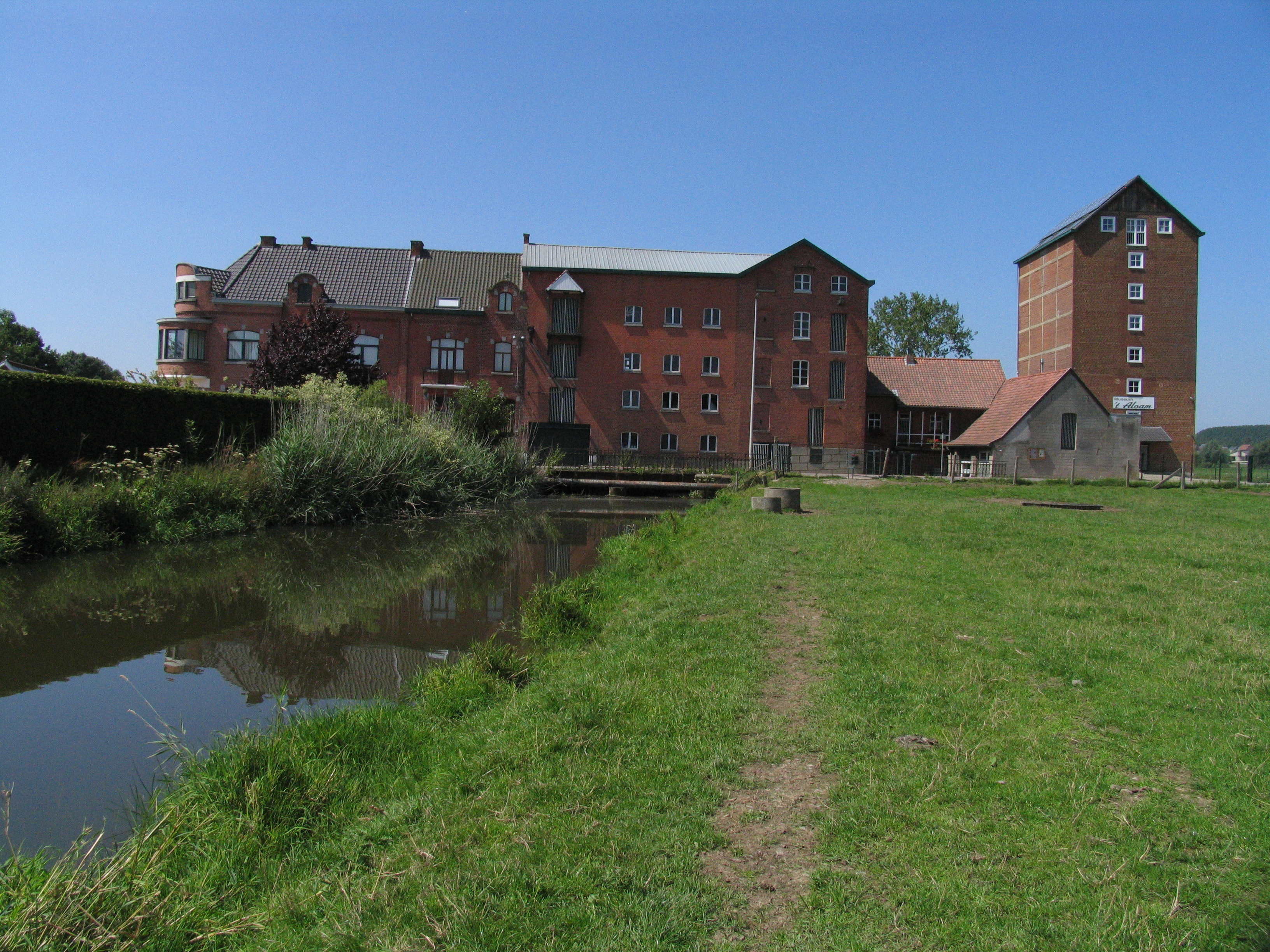
Mertensmolen

## Natuur en landschap
Viane ligt in de Vlaamse Ardennen op een hoogte van 20-47 meter. Ten noorden van Viane stroomt de Mark in westelijke richting. Hier vindt men de natuurgebieden Markvallei en Rietbeemd.

## Demografische ontwikkeling
- Bronnen:NIS, Opm:1831 tot en met 1970=volkstellingen; 1976 = inwoneraantal op 31 december

## Nabijgelegen kernen
Moerbeke, Twee-Akren, Bever, Herhout
Deelgemeenten: Geraardsbergen · Goeferdinge · Grimminge · Idegem · Moerbeke · Nederboelare · Nieuwenhove · Onkerzele · Ophasselt · Overboelare · Schendelbeke · Smeerebbe-Vloerzegem · Viane · Waarbeke · Zandbergen · Zarlardinge

Overige plaatsen: Atembeke · Smeerebbe · Vloerzegem

Belgische gemeenten · Arrondissement Aalst · Oost-Vlaanderen · Vlaanderen